# Cruzeiro Esporte Clube
Il Cruzeiro Esporte Clube, noto come Cruzeiro, è una società polisportiva brasiliana con sede nel quartiere Barro Preto di Belo Horizonte, nel Minas Gerais. È nota principalmente per la propria sezione calcistica, che attualmente milita nella Série A del campionato brasiliano di calcio, e, a livello regionale, nel Campeonato Mineiro.
La squadra fu fondata il 2 gennaio 1921 da immigrati italiani come risultato della grave crisi amministrativa dello Yale Atlético Clube: nacque così il Società Sportiva Palestra Italia (da non confondere con l'omonimo club di San Paolo). Quando il Brasile entrò in guerra e si schierò contro le potenze dell'Asse, il club fu rifondato con l'attuale nome. È una delle squadre più antiche e di maggiore tradizione del Brasile. Dal 1971, anno della fondazione del massimo campionato, non era mai retrocesso (unica squadra insieme al Flamengo) fino al campionato 2019, al termine del quale è retrocesso per la prima volta.
È l'unica squadra brasiliana insieme all'Atlético Mineiro a poter vantare la tripla corona, una sorta di treble nazionale, avendo vinto nello stesso anno, il 2003, il campionato brasiliano, la Coppa del Brasile e il campionato statale. A livello nazionale si è aggiudicato 40 campionati mineiri, 5 Coppe mineire e 2 Coppe del Sud-Minas, mentre a livello internazionale ha vinto 2 Coppe Libertadores, una Recopa Sudamericana, 2 Supercoppe sudamericane, una Copa Master de Supercopa e una Copa de Oro.
Nonostante l'attività principale del club sia il calcio, il Cruzeiro ha anche una squadra professionistica di pallavolo e squadre semi-professionistiche in sport come l'atletica leggera, le bocce e il bowling (boliche).

## Storia

### Gli anni del Palestra Itália

#### I primi anni
Il Cruzeiro nacque da una crisi politico-amministrativa dello Yale Atlético Clube, club fondato il 7 agosto 1910 da immigrati italiani, che a Belo Horizonte erano numerosi. Gli italiani di Belo Horizonte volevano seguire l'esempio degli italiani di San Paolo, che avevano fondato una loro squadra sportiva, il Palestra Itália, ora Palmeiras. Anche gli altri abitanti di Belo Horizonte volevano che la colonia italiana del Minas Gerais avesse la propria società.
Lo Yale, formato nel 1910, partecipò al Campeonato de Belo Horizonte fino al 1925, anno in cui la sezione calcio venne sospesa. La maggioranza dei calciatori dello Yale erano di origini italiane e, quando venne fondato il Palestra Itália, si legarono indissolubilmente al nuovo team. Con gran disappunto a Yale, in una piovosa notte del dicembre 1920, lo Yale si scisse e nacque il Palestra Itália (di Belo Horizonte), noto anche come Palestra Mineiro.

#### La fondazione
L'iniziativa venne presa da alcuni italiani e altri italiani avevano promesso il loro aiuto in caso di necessità, soprattutto dal punto di vista finanziario. Alcuni anni dopo, l'attività dello Yale sarebbe terminata, sopravvivendo però allo stesso tempo nel Cruzeiro. Il 20 dicembre 1920, il console italiano di Belo Horizonte indisse una riunione, in presenza di 195 persone, 92 delle quali avevano firmato un documento. Solo alcune proposte che erano state avanzate vennero approvate, rendendo necessaria una nuova riunione il 2 gennaio 1921, alla stessa ora e nello stesso luogo.
Il 2 gennaio circa 250 italiani apparvero per il grande evento, la fondazione della Sociedade Esportiva Palestra Itália (Società Sportiva Palestra Italia). I colori sociali adottati furono gli stessi del Tricolore italiano: il verde, il rosso e il bianco (nel 2005 questi colori riapparvero nelle uniformi da allenamento). La prima divisa della squadra consisteva di una maglia bianca, di pantaloncini bianchi e di calzettoni rossi. Sullo stemma, a forma di rombo, c'erano le iniziali SSPI. La società inizialmente permise la partecipazione soltanto di ragazzi della colonia italiana, fino al 1925, quando aprì le porte anche a sportivi di altre nazionalità.

#### Il debutto

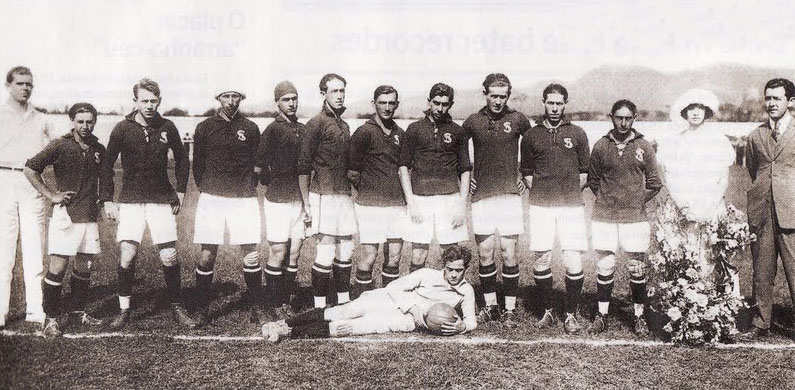
Cruzeiro, 1923.

Il debutto sul campo del Palestra avvenne nello Stadio del Prado Mineiro. Era una gara amichevole, il 3 aprile 1921, contro una selezione di giocatori del Nova Lima, con l'aggiunta di alcuni calciatori del Villa Nova, la squadra degli inglesi di Belo Horizonte, e del Palmeiras, un'altra squadra della città. Il Palestra vinse 2 a 0. L'autore dei gol fu Nani (Lazarotti João), al 16' del primo tempo e al 7' del secondo tempo. La squadra del Palestra era formata da: Nullo; Polenta e Ciccio; Checchino, Américo e Bassi; Lino, Spartaco, Nani, Henriqueto e Armandinho. Il Nova Lima schierava invece: Ferreira; Marcondes e Ruanico; Christovão, Bahiano e Oscar; Raymundo, Gentil, Badu, Damaso e Juá.
La prima presentazione ufficiale del Palestra al pubblico di Belo Horizonte fu in una gara contro l'Atlético Mineiro, che il Palestra vinse 2 a 0. La squadra del Palestra era composta da: Nullo; Henriqueto e Polenta; Grande, Gallo e Checchino; Pederzoli, Parizi, Nani, Attílio e Armandinho.

### La nascita del Cruzeiro
Nel gennaio del 1942, il Brasile entrò nella Seconda guerra mondiale a fianco degli Alleati. Un decreto del Governo Federale proibì l'uso di termini legati alle nazioni nemiche nei nomi di enti, istituzioni, società, ecc. Con questo, il nome italiano venne rimosso e i direttori impiegarono 10 mesi per creare un nuovo nome e un simbolo per la società, interamente brasiliana. Il nome venne cambiato in Ypiranga: questa denominazione, però, non trovo molto consenso nel Consiglio, e così venne rimossa. Nell'ottobre un accordo tra i direttori scelse il nome Cruzeiro Esporte Clube. Cruzeiro è la costellazione della Croce del Sud, che può essere vista solo dall'emisfero australe, quindi non in Italia. Anche la tenuta di gioco venne cambiata: la maglia divenne blu e i calzoncini e i calzettoni bianchi (viceversa per la trasferta).
Comunque, soltanto nel novembre del 1942 il Cruzeiro fece la sua prima apparizione al mondo con la maglia blu-stellata, soppiantando il glorioso Palestra Itália. La prima presentazione come Cruzeiro Esporte Clube avvenne l'11 novembre 1942, sul campo dell'América Mineiro, in una partita arbitrata da João Narciso. Il Cruzeiro vinse 1 a 0, con un gol di Ismael al 38' minuto del primo tempo. La formazione del Cruzeiro quel giorno era: Geraldo II; Gerson e Azevedo; Rizão, Juca e Caieirinha; Nogueirinha, Orlando Fantoni, Niginho, Ismael e Zezé Papatela. Come allenatore Bengala. L'America, guidato da Jacyr de Assis, invece schierò: Aldo; Lulu e Pescoço; Cabral, Célio Bizzoto e Du; Coquinho, Alfredinho, Gabardinho, Gerson e Cara Larga. .
Con l'inaugurazione del Mineirão, il Gigánte da Pampulha, nel 1965 il Cruzeiro si trasformò in via definitiva diventando la più grande forza calcistica in Brasile, dopo le squadre di Rio e San Paolo.

#### Il periodo d'oro
Il Cruzeiro cominciò ad avere predominanza a livello nazionale negli anni sessanta, quando una squadra formata da giocatori come Tostão, Wilson Piazza e Fontana portò il club a vincere cinque campionati mineiri di fila e a conquistare la Taça Brasil sul Santos di Pelé (con le vittorie per 6-2 al Mineirão e per 3-2 a San Paolo).
Nel 1976, il Cruzeiro conquistò la sua prima Coppa Libertadores, battendo gli argentini del River Plate. Nel 1977 fu vice-campione nella medesima competizione, sconfitto in finale dal Boca Juniors. Per quanto riguarda il Campionato brasiliano, nel 1974 il Cruzeiro fu per la prima volta vice-campione, dopo aver perso una decisiva e alquanto confusa gara contro il Vasco da Gama. Nel 1975 fu di nuovo vice-campione, questa volta battuto dall'Internacional di Porto Alegre. Negli anni settanta il Cruzeiro ebbe comunque successo anche in altre competizioni. Nel 1976, uno dei momenti migliori, partecipò per la prima volta alla Coppa Intercontinentale incontrando il Bayern Monaco di Beckenbauer. I tedeschi vinsero per 2-0 a Monaco, mentre la gara al Mineirão si chiuse 0-0.

#### Anni 1980
Gli anni ottanta non furono molto positivi per la società, dal momento che la squadra non ebbe molti successi e non vinse molti titoli, benché la "carestia" non sia durata molti anni.

#### Anni 1990 e 2000
Rispetto alle altre squadre brasiliane di vertice, il Cruzeiro ha un'impressionante lista di titoli che può essere paragonata solo a pochi altri team in Brasile. È indubbiamente la squadra più vittoriosa dei nostri giorni nel Minas Gerais. Nel 1990 terminò la crisi dei Celestes, che iniziarono una serie di 15 anni vincendo almeno un titolo all'anno. Questo include due Supercoppe Sudamericane (1991, 1992), una Recopa (1998), quattro Coppe del Brasile (1993, 1996, 2000, 2003), una Copa Oro (1995), una Supercopa Masters (1995), due Cope Sul-Minas (2001, 2002), nove campionati mineiri (1990, 1992, 1994, 1996, 1997, 1998, 2003, 2004), una Copa Centro-Oeste (1999), il Supercampeonato Mineiro (2002), una seconda Coppa Libertadores (1997) e il primo Campionato brasiliano (2003), più altri titoli non elencati.
In questo periodo tra le file dei cruzeirensi militarono molti giocatori famosi come Charles, Boiadeiro, Douglas, Ademir, Renato Gaúcho, Ronaldo, Nonato, Dida, Ricardinho, Luisão, Cris, Marcelo Ramos, Alex Alves, Serginho, Sorín, Fred e Alex.
Il maggior exploit dell'ultimo decennio avvenne nel 2003, quando il Cruzeiro, sotto la guida dell'affermato allenatore Vanderlei Luxemburgo e capitanato da Alex, conquistò la "Tripla Corona". Per anni il Cruzeiro aveva cercato di vincere il campionato brasiliano, senza successo. Dopo alcuni secondi posti, nel 2003 riuscirono finalmente a vincere l'unico titolo che mancava nella bacheca, con 100 punti realizzati nella stagione e con 102 gol segnati. Nel 2003, oltre alla vittoria del campionato brasiliano, A Raposa vinse anche la Coppa del Brasile e il campionato statale, diventando il primo team brasiliano a vincere la tripla corona.
Nel 2004 il Cruzeiro continuò a far bene, vincendo la Taça Belo Horizonte Juniores, e, con stelle come Sorín, Fred e Cris, conquistando il Campeonato Mineiro. Dopo la grande gloria, nel 2005 il Cruzeiro non vinse nessun titolo importante, una cosa che non accadeva dal 1990. Non solo non vinsero alcun titolo, ma chiusero anche all'8º posto in campionato, prestazione alquanto negativa per una squadra di vertice. Negli anni successivi la squadra ha vinto altre quattro edizioni del Campionato Mineiro, alternandosi con i rivali dell'Atlético Mineiro.

#### Anni 2010
Nel 2013 e nel 2014 il Cruzeiro ha ottenuto la vittoria del campionato brasiliano sotto la guida del tecnico Marcelo de Oliveira Santos soprattutto grazie all'apporto di calciatori del calibro di Éverton Ribeiro e Ricardo Goulart. 

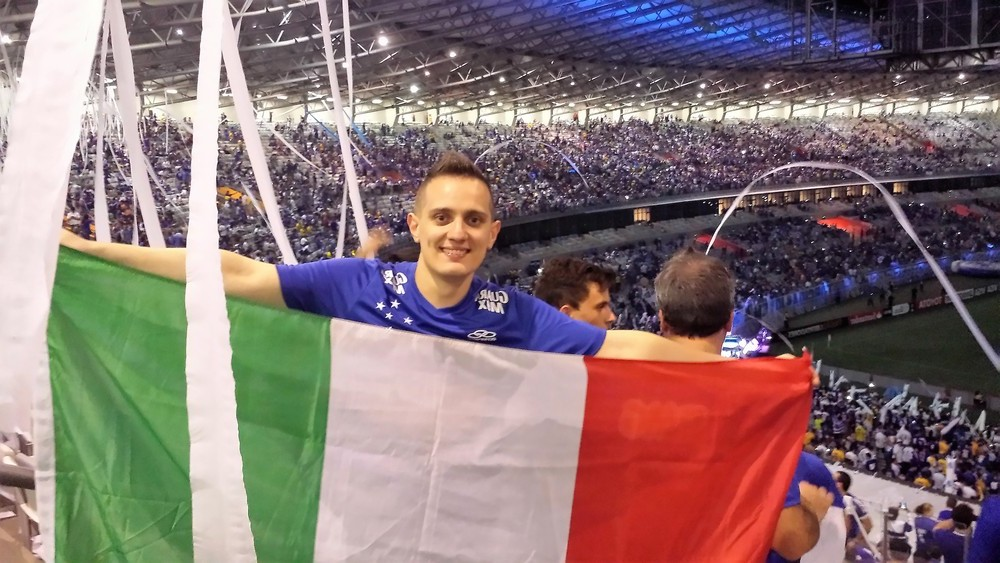
Tifoso italiano allo Stadio Mineirão.

Al termine del campionato 2019 il club è retrocesso per la prima volta in 98 anni di storia. A determinarne la retrocessione è stata la sconfitta interna (0-2) con l'altro club dal nome originario identico, ossia il Palmeiras (ex Palestra Italia). Durante i minuti conclusivi del match e dopo l'incontro si sono verificati incidenti dentro e fuori dallo stadio.

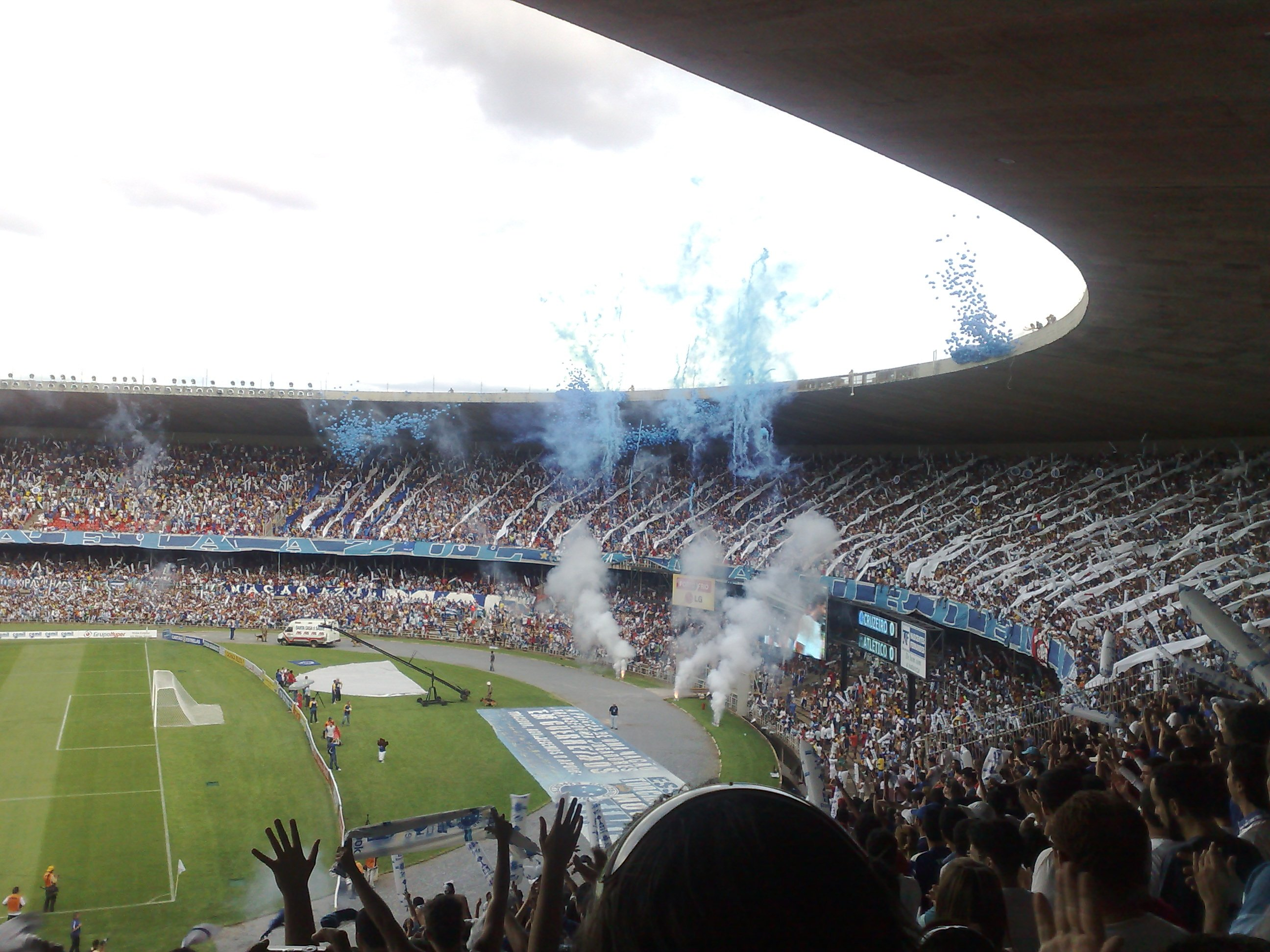
Tifoseria Mafia Azul allo Stadio Mineirão.

#### Anni 2020
Nel Campeonato Brasileiro Série B 2020 il Cruzeiro arriva 11º con 6 punti di penalizzazione, salvato da Luiz Felipe Scolari che aveva preso in mano la squadra ad ottobre quando era penultima.
L'anno seguente il Cruzeiro, allenato in successione da tre allenatori, l'ultimo dei quali è Vanderlei Luxemburgo, arriva 14º. A dicembre il club viene acquistato da Ronaldo, ex attaccante che aveva iniziato a giocare proprio nel club di Belo Horizonte, con il chiaro obiettivo di risalire in massima serie, e a fine mese Luxemburgo viene esonerato.
Nel 2022, dopo 3 anni dall'ultima volta, il Cruzeiro ritorna in massima serie.
Il 27 ottobre 2023 Ronaldo lascia la poltrona da presidente al connazionale Lidson Potsch Magalhães, rimanendo solo proprietario. Il successivo 29 aprile 2024 il campione brasiliano cede il suo 90% di quote per la cifra di 109 milioni di euro a Pedro Laurenço, che assume il controllo attraverso la società BPW Sports, lasciando un posto nel consiglio direttivo al fenomeno brasiliano.
Nel 2024 raggiunge la finale della Coppa Sudamericana, dove viene sconfitto dal Racing Club per 3-1.

## Simboli

### Mascotte
Fernando Pieruccetti, popolarmente noto come Mangabeira, ha creato la mascotte della società. La mascotte è una volpe, raposa in portoghese. Il team è ampiamente conosciuto in Brasile per la sua mascotte, che appare anche in TV e sui siti web che hanno a che fare con il Cruzeiro.
Mangabeira disse di essersi ispirato all'ex presidente del club, Mario Grosso, noto per essere molto sveglio e astuto, e di aver pensato che la volpe fosse perfetta. "Era un uomo che non avrebbe permesso a nessuno di raggirarlo. Era davvero furbo, abile, intelligente e ingegnoso, proprio come una volpe", osservò il vignettista.

### Stemma[7]
L'evoluzione dello stemma del Cruzeiro ha seguito quella delle divise da gioco. Il club nacque come Società Sportiva Palestra Itália: lo stemma era un rombo con le iniziali PI, dopo il 1927 SSPI. Nel 1942 comunque, in una gara contro il São Cristóvão, il club cominciò a utilizzare un nuovo stemma: un cerchio blu con cinque stelle bianche all'interno, a simboleggiare la disposizione degli astri nella Croce del Sud. Il Cruzeiro appose sulle divise blu cinque stelle, disponendole su tutto il busto. Nel 2004 è stato cucito sul petto, come tutte le altre squadre, lo stemma con le stellette. Nello stesso anno lo scudetto è stato mutato: al semplice cerchio con cinque stelle è stato aggiunto un cerchio con la scritta CRUZEIRO ESPORTE CLUBE intorno. Negli anni il Cruzeiro ha aggiunto e rimosso diversi particolari allo stemma, come nel 2003, quando erano presenti due trofei sui lati, a simboleggiare le due Coppe Libertadores vinte. Nel 2005 venne aggiunta una corona con i due trofei, a rappresentare la "Tripla Corona" del 2003. Nel 2006 sono stati rimossi i due trofei ed è rimasta solo la corona.

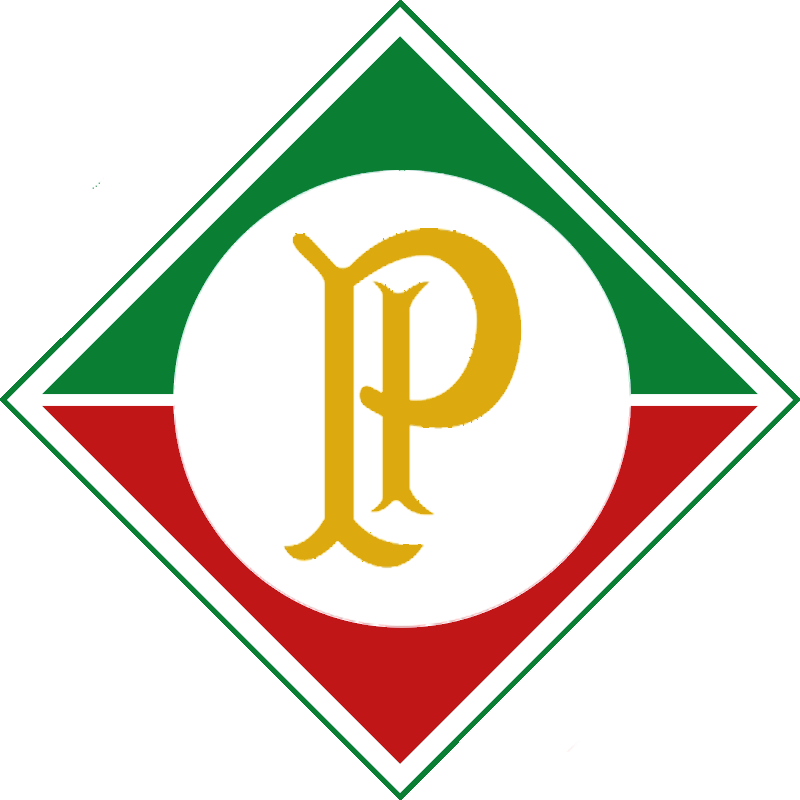
Il primo stemma 1921
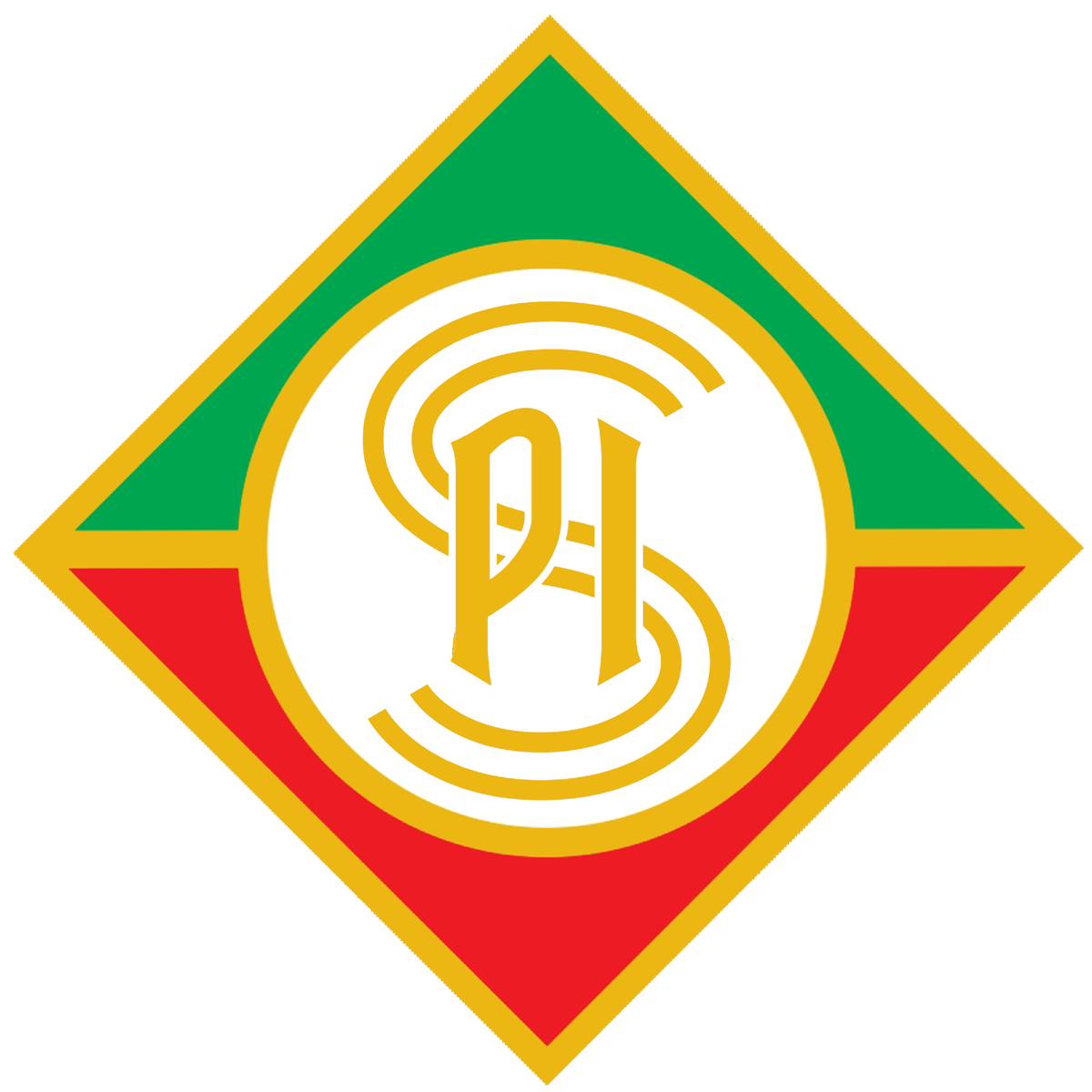
1927
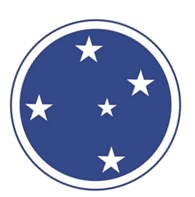
1942
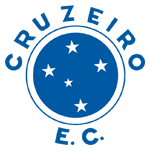
1942
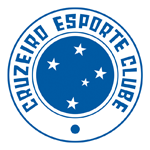
1959
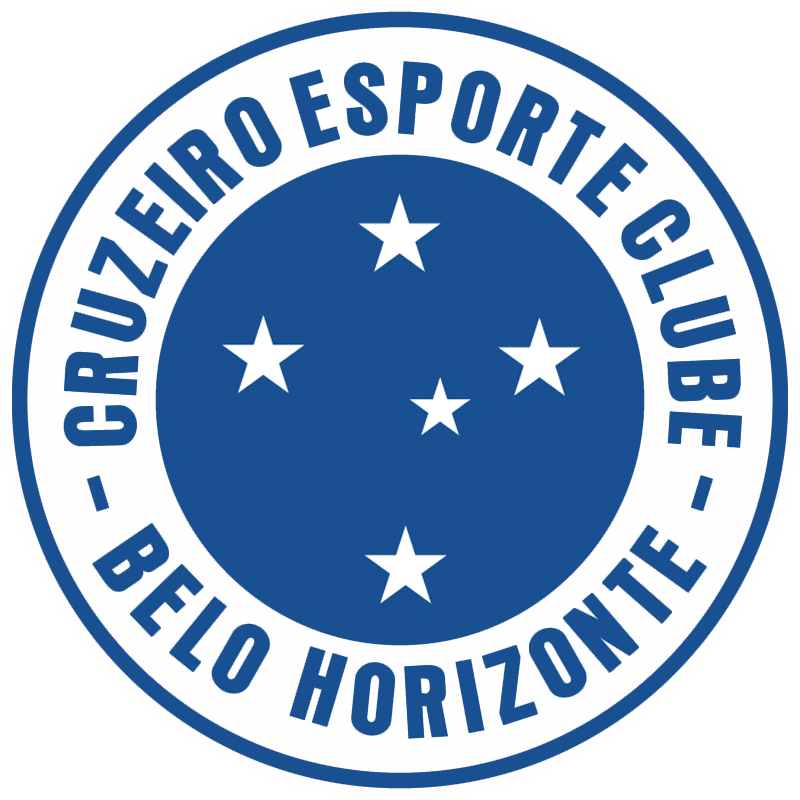
1961
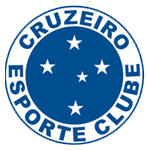
1996

### Inno
L'inno ufficiale, Hino ao Campeão, venne scritto da Jadir Ambrósio nel 1966, in omaggio alla squadra che tifava. Non aveva pensato di farne l'inno ufficiale, ma una volta che i tifosi cominciarono a sentirlo piacque loro così tanto da adottarlo come nuovo inno. Il Cruzeiro ha avuto anche un altro inno, originariamente scritto da Arrigo Buzzacchi e da Tolentino Miraglia quando il club era ancora italiano (fino al 1925), quando cioè si chiamava Palestra Itália. L'inno, pubblicato sui quotidiani in Brasile il 5 maggio 1922, venne denominato Hino ao Palestra.

## Stadio
- Nome - Mineirão
- Città - Belo Horizonte
- Capacità - 62.170
- Inaugurazione - 1965
- Riapertura - 21 dicembre 2012
- Dimensioni campo di gioco - 110 x 75 m.
- Altri campi - Toca da Raposa I; Toca da Raposa II

## Presidenti
- Aurélio Noce (1921-1922)
- Alberto Noce (1923-1924)
- Américo Gasparini (1925-1926, 1928)
- Antonio Falci (1927, 1929-1930)
- Braz Pelegrino (1927-1928)
- Lidio Lunardi (1931-1932)
- José Viana de Souza (1933)
- Miguel Perrela (1933-1936)
- Romeo de Paoli (1936)
- Osvaldo Pinto Coelho (1936-1940)
- Ennes Cyro Poni (1941-1942)
- (insieme) João Fantoni, Wilson Saliba, Mario Torneli (1942)
- Mário Grosso (1942-1947)
- Fernando Tamietti (1947, 1950)
- Antônio Cunha Lobo (1947-1949)
- Antônio Alves Simões (1949)

- Manoel F. Campos (1950)
- Divino Ramos (1951)
- José Greco (1952-1953, 1955)
- Wellington Armanelli (1954)
- José Francisco Lemos Filho (1954)
- Eduardo S. Bambirra (1955-1956)
- Manoel A. de Carvalho (1957-1958)
- Antonio Braz Lopes Pontes (1959-1960)
- Felicio Brandi (1961-1982)
- Carmine Furletti (1983-1984)
- Benito Masci (1985-1990)
- Salvador Masci (1990)
- César Masci (1991-1994)
- Zezé Perrella (1995-2002)
- Alvimar de Oliveira Costa (2003-2007)
- Zezé Perrella (2008-2011)
- Gilvan de Pinho Tavares (2012 - 2017)
- Wagner Pires de Sá (2018 - 2019)
- Sérgio Santors Rodrigues (2020 - 2021)
- Ronaldo (2021 - )

## Calciatori

### Vincitori di titoli
Campioni del mondo
- Piazza (Messico 1970)
- Tostão (Messico 1970)
- Fontana (Messico 1970)
- Ronaldo (Stati Uniti 1994)
- Edílson (Corea del Sud-Giappone 2002)

Campioni del Sudamerica
- Mauricio Victorino (Argentina 2011)
- Eugenio Mena (Cile 2015)

## Palmarès

### Competizioni nazionali
- Campionato brasiliano: 4

1966, 2003, 2013, 2014
- Campeonato Brasileiro Série B: 1

2022
- Coppa del Brasile: 6  (record)

1993, 1996, 2000, 2003, 2017, 2018

### Competizioni statali
- Campionato Mineiro: 38

1926, 1928, 1929, 1930, 1940, 1943, 1944, 1945, 1956, 1959, 1960, 1961, 1965, 1966, 1967, 1968, 1969, 1972, 1973, 1974, 1975, 1977, 1984, 1987, 1990, 1992, 1994, 1996, 1997, 1998, 2003, 2004, 2006, 2008, 2009, 2011, 2014, 2018, 2019
- Copa Sul-Minas: 2 (record)

2001, 2002
- Copa Centro-Oeste: 1

1999
- Taça Minas Gerais: 5

1973, 1982, 1983, 1984, 1985
- Supercampeonato Mineiro: 1

2002

### Competizioni internazionali
- Coppa Libertadores: 2

1976, 1997
- Supercoppa Sudamericana: 2  (record condiviso con l'Independiente)

1991, 1992
- Recopa Sudamericana: 1

1998
- Copa de Oro: 1  (record a pari merito con Boca Juniors e Flamengo)

1995
- Copa Master: 1 (record a pari merito con il Boca Juniors)

1994

### Competizioni giovanili
- Copa São Paulo de Futebol Júnior: 1

2007
- Taça Belo Horizonte Juniores: 5

1985, 1993, 1995, 2001, 2004
- Copa Santiago di calcio giovanile: 2

2002, 2004
- Brasileirão Juniores: 3 (record)

2007, 2010, 2012
- Torneo Internazionale Città di Gradisca - Trofeo Nereo Rocco: 2

1999, 2002

## Statistiche e record

### Statistiche 2002/03
Stagione della vittoria in campionato.
| Prima div. | Pos. | Pt. | G  | V  | N | P | GF  | GS |
| ---------- | ---- | --- | -- | -- | - | - | --- | -- |
| Cruzeiro   | 1º   | 100 | 46 | 31 | 7 | 8 | 102 | 47 |

### Piazzamenti in campionato
| Anno | Posizione | Anno | Posizione | Anno | Posizione | Anno | Posizione | Anno | Posizione |
| ---- | --------- | ---- | --------- | ---- | --------- | ---- | --------- | ---- | --------- |
| 1971 | 8º        | 1981 | 19º       | 1991 | 16º       | 2001 | 21º       | 2011 | 16°       |
| 1972 | 6º        | 1982 | 21º       | 1992 | 8º        | 2002 | 9º        | 2012 | 9°        |
| 1973 | 3º        | 1983 | 17º       | 1993 | 15º       | 2003 | 1º        | 2013 | 1°        |
| 1974 | 2º        | 1984 | 33º       | 1994 | 22º       | 2004 | 13º       | 2014 | 1°        |
| 1975 | 2º        | 1985 | 29º       | 1995 | 3º        | 2005 | 8º        | 2015 | 8°        |
| 1976 | 19º       | 1986 | 8º        | 1996 | 5º        | 2006 | 10º       | 2016 | 12°       |
| 1977 | 16º       | 1987 | 4º        | 1997 | 20º       | 2007 | 5º        | 2017 | 5°        |
| 1978 | 10º       | 1988 | 8º        | 1998 | 2º        | 2008 | 3º        |      |           |
| 1979 | 6º        | 1989 | 3º        | 1999 | 5º        | 2009 | 4º        |      |           |
| 1980 | 10º       | 1990 | 10º       | 2000 | 3º        | 2010 | 2º        |      |           |

### Record di gol
| #  | Nome           | Periodo                         | Reti |
| -- | -------------- | ------------------------------- | ---- |
| 1  | Tostão         | 1963–1972                       | 248  |
| 2  | Dirceu Lopes   | 1963–1977                       | 224  |
| 3  | Niginho        | 1926–1930, 1936–1937, 1939–1947 | 207  |
| 4  | Bengala        | 1925–1939                       | 166  |
| 5  | Ninão          | 1923–1924, 1925–1930, 1936      | 163  |
| 6  | Palhinha       | 1969–1977, 1982–1985            | 155  |
| 7  | Alcides        | 1934–1946                       | 152  |
| 8  | Marcelo Ramos  | 1994–1996, 1998–2000            | 151  |
| 9  | Roberto Batata | 1969—1976                       | 118  |
| 10 | Joãozinho      | 1974–1981                       | 116  |

### Record di presenze
| #  | Nome                       | Periodo              | Presenze |
| -- | -------------------------- | -------------------- | -------- |
| 1  | Fábio Deivson Lopes Maciel | 2005-2021            | 741      |
| 2  | Zé Carlos                  | 1965–1977            | 619      |
| 3  | Dirceu Lopes               | 1966–1977            | 601      |
| 4  | Piazza                     | 1964–1977            | 559      |
| 5  | Raul                       | 1966–1978            | 558      |
| 6  | Joãozinho                  | 1972–1986            | 482      |
| 7  | Palhinha                   | 1968–1977, 1983–1984 | 448      |
| 8  | Ademir                     | 1986–1991, 1993–1995 | 439      |
| 9  | Ricardinho                 | 1994–2002            | 415      |
| 10 | Nelinho                    | 1973–1982            | 410      |
| 11 | Nonato                     | 1990–1997            | 392      |
| 12 | Tostão                     | 1963–1972            | 378      |
| 13 | Dida                       | 1994–1998            | 304      |

## La rivalità con l'Atlético Mineiro
In molti stati o regioni ci sono due squadre principali che diventano grandi rivali e si contendono il titolo. L'Atlético Mineiro e il Cruzeiro non fanno eccezione. È il più grande derby nel Minas Gerais, e, insieme a quelli di Rio, a quelli di San Paolo e a quello di Porto Alegre, è uno dei più grandi del Brasile.
C'è una grande rivalità anche tra le tifoserie, sempre per decidere quale delle due squadre sia più forte. Nella storia, l'Atlético è riuscito a vincere 169 derby, il Cruzeiro 138 e ci sono stati 113 pareggi, su un totale di 420 derby. Il Cruzeiro ha vinto 106 titoli (ufficiali e non ufficiali), di lunga il più vittorioso dei due team mineiri. Il Cruzeiro ha anche la più grande tifoseria in Brasile, escluse le squadre di Rio e di San Paolo, e, quindi, anche la più grande del Minas Gerais. A livello nazionale il Cruzeiro è risultato essere la squadra più vittoriosa del Minas Gerais: l'Atlético non è stato in grado di dimostrare il contrario, venendo retrocesso in Série B nel 2005, uno dei momenti più tristi della storia dei bianco-neri.
Ma quando le due squadre giocano l'una contro l'altra, sembra che la storia o le statistiche significhino ben poco per i giocatori, dato che ogni volta i due club mettono in scena un combattuto show.
Insieme queste due squadre hanno vinto ben il 75% dei campionati del Minas Gerais. Se si aggiunge anche l'América, terza squadra più titolata, la percentuale sale al 91%.

## Organico

### Rosa 2024
Rosa e numerazione aggiornate al 21 luglio 2024.
| N. |                    | Ruolo | Calciatore      |
| -- | ------------------ | ----- | --------------- |
| 1  | Brasile (bandiera) | P     | Cássio          |
| 3  | Brasile (bandiera) | D     | Wesley          |
| 4  | Brasile (bandiera) | D     | Mateus Silva    |
| 5  | Brasile (bandiera) | D     | Matheus Neris   |
| 6  | Brasile (bandiera) | D     | Matheus Pereira |
| 7  | Brasile (bandiera) | C     | Walace          |
| 8  | Brasile (bandiera) | C     | Lucas Silva     |
| 9  | Brasile (bandiera) | A     | Kaio Jorge      |
| 10 | Brasile (bandiera) | A     | Nikão           |
| 11 | Brasile (bandiera) | A     | Waguininho      |
| 16 | Brasile (bandiera) | C     | Bruno José      |
| 20 | Brasile (bandiera) | C     | Marco Antônio   |
| 22 | Brasile (bandiera) | C     | Vitinho         |
| 33 | Brasile (bandiera) | D     | Paulo           |
| 40 | Brasile (bandiera) | P     | Vinícius        |
| 43 | Brasile (bandiera) | D     | João Marcelo    |
| 70 | Brasile (bandiera) | A     | Kaique Kenji    |

| N. |                     | Ruolo | Calciatore          |
| -- | ------------------- | ----- | ------------------- |
| 77 | Brasile (bandiera)  | C     | Japa                |
| 98 | Brasile (bandiera)  | A     | Mateus Vital        |
| 99 | Brasile (bandiera)  | A     | Gabriel Barbosa     |
|    | Brasile (bandiera)  | A     | Marlon Xavier       |
|    | Brasile (bandiera)  | C     | Pedro Castro        |
|    | Brasile (bandiera)  | A     | Edu                 |
|    | Brasile (bandiera)  | C     | Fernando Henrique   |
|    | Brasile (bandiera)  | A     | Gilberto            |
|    | Brasile (bandiera)  | C     | Ramiro              |
|    | Brasile (bandiera)  | C     | Matheus Henrique    |
|    | Brasile (bandiera)  | D     | Fabrício Bruno      |
|    | Brasile (bandiera)  | A     | Marquinhos          |
|    | Brasile (bandiera)  | A     | Vinícius Popó       |
|    | Brasile (bandiera)  | C     | João Paulo          |
|    | Brasile (bandiera)  | C     | Machado             |
|    | Brasile (bandiera)  | C     | Vitor Roque         |
|    | Colombia (bandiera) | D     | Helibelton Palacios |

### Staff tecnico
- Fernando Seabra – Allenatore
- Moisés Moura - Vice allenatore
- Célio Lúcio – Assistente allenatore
- Rogério Lima – Allenatori portieri
- Juvenilson de Souza, Quintiliano Lemos, Eduardo Freitas, Pedro Pereira – Preparatori atletici
- Eduardo Pimenta, Rodrigo Morandi – Fisiologisti
- Sérgio Freire Júnior, Walace Espada, Leonardo Corradi – Medici sociali
- André Rocha, Charles Costa, Jomar Ottoni - Fisioterapisti
- Edmar Antonio Silva, Barjão – Massaggiatori
- Vitor Silvestre - Scout

### Altre stagioni
- 2014